# Stanislav Naglič
Stanislav Naglič - Doli, slovenski partizan, politik in politični komisar, * 2. maj 1908, Črnuče, † ?.
V NOV in POS je vstopil 13. maja 1943. Kot pripadnik 12. slovenske narodnoosvobodilne brigade je bil eden izmed odposlancev, ki so se udeležili Zbora odposlancev slovenskega naroda v Kočevju.